# ارکز
ارکز (به اسپانیایی: Árchez) یکی از دهستان‌های اسپانیا است که در اندلس واقع شده‌است.

## خصوصیات
ارکز ۴٫۸ کیلومترمربع مساحت و ۴۹۷ نفر جمعیت دارد و ۵۳۰ متر بالاتر از سطح دریا واقع شده‌است.